# Барон Ротервик
Барон Ротервик из Тилни в графстве Саутгемптон — наследственный титул в системе Пэрства Соединённого королевства. Он был создан 8 июня 1939 года для британского корабельного магната и консервативного политика, сэра Герберта Кайзера (1881—1958). Он заседал в Палате общин Великобритании от Южного Портсмута (1918—1922, 1923—1939). 29 января 1924 года для него уже был создан титул баронета из Тилни в графстве Саутгемптон. Герберт Кайзер был пятым сыном сэра Чарльза Кайзера, 1-го баронета из Гартмора (1843—1916), и младшим братом сэра Огастеса Кайзера, 1-го баронета из Роффи Парка (1876—1943).
По состоянию на 2024 год носителем титула являлся внук первого барона, Герберт Робин Кайзер, 3-й барон Ротервик (род. 1954), который стал преемником своего отца в 1996 году. Лорд Ротервик является одним из 92-х избранных наследственных пэров, которые остались в Палате лордов после принятия Акта Палаты лордов 1999 года, где он сидит на скамейке консерваторов. 27 февраля 2012 года после смерти сэра Джеймса Артура Кайзера, 5-го баронета (1931—2012), лорд Ротервик также унаследовал титул 6-го баронета Кайзера из Гартмора.

## Бароны Ротервик (1939)
- 1939—1958: Герберт Робин Кайзер, 1-й барон Ротервик (23 июля 1881 — 16 марта 1958), пятый сын сэра Чарльза Кайзера, 1-го баронета из Гартмора (1843—1916)[1];
- 1958—1996: Герберт Робин Кайзер, 2-й барон Ротервик (5 декабря 1912 — 11 июня 1996), старший сын предыдущего[2];
- 1996 — настоящее время: (Герберт) Робин Кайзер, 3-й барон Ротервик (род. 12 марта 1954), старший сын предыдущего[3];
  - Наследник титула: достопочтенный Герберт Робин Кайзер (род. 10 июля 1989), старший сын предыдущего от первого брака[4].